# Roslags kontrakt

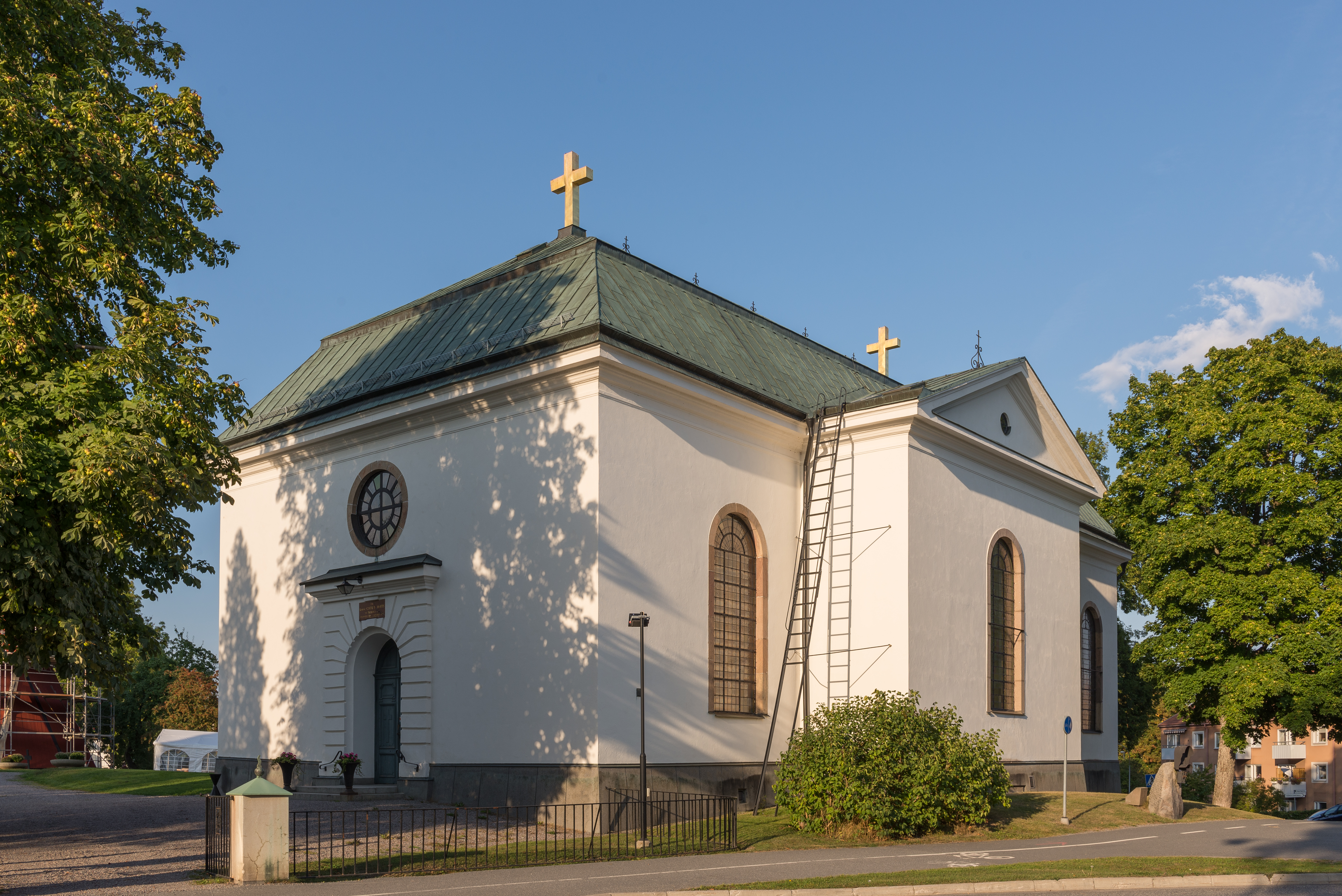
Vaxholms kyrka i Vaxholms församling.

Roslags kontrakt är ett kontrakt inom Svenska kyrkan i Stockholms stift.
Kontraktskoden är 1307.
Kontraktets församlingar verkar i Täby, Vaxholms, Vallentuna samt Österåkers kommun.

## Administrativ historik
Kontraktet bildades 1962 av
från Roslags östra kontrakt
- Danderyds församling som 1995 överfördes till Solna kontrakt
- Lidingö församling som 1995 överfördes till Östermalms-Lidingö kontrakt
- Solna församling som 1995 överfördes till Solna kontrakt
- Täby församling
- Österåkers församling som 1991 uppgick i Österåker-Östra Ryds församling, och 2018 uppgick i Österåkers pastorat.

från Roslags västra kontrakt
- Sundbybergs församling som 1995 överfördes till Solna kontrakt

senast 1995 tillfördes från Värmdö kontrakt
- Vaxholms församling
- Ljusterö församling som 1998 uppgick i Ljusterö-Kulla församling, och 2018 uppgick i Österåkers pastorat.
- Roslags-Kulla församling som 1998 uppgick i Ljusterö-Kulla församling, och 2018 uppgick i Österåkers pastorat.

1995 tillfördes från Birka kontrakt
- Vallentuna församling
- Fresta församling som 1995 överfördes till Sollentuna kontrakt
- Hammarby församling som 1995 överfördes till Sollentuna kontrakt
- Vada församling som 2006 uppgick i Össeby församling
- Angarns församling som 2006 uppgick i Össeby församling
- Össeby-Garns församling som 2006 uppgick i Össeby församling
- Frösunda församling som 2006 uppgick i Vallentuna församling
- Kårsta församling som 2006 uppgick i Össeby församling
- Markims församling som 2006 uppgick i Vallentuna församling
- Orkesta församling som 2006 uppgick i Vallentuna församling

## Kontraktsprostar
| Ämbetstid | Namn             | Levnadstid | Kommentarer                          |
| --------- | ---------------- | ---------- | ------------------------------------ |
| 1962–1963 | Arnold Werner    | 1895–1979  | Kyrkoherde i Danderyds församling.   |
| 1981–1984 | Hans Tollin      | 1934–      | Kyrkoherde i Sundbybergs församling. |
| 2018      | Johan Blix       |            | [ 3 ]                                |
| 2019–     | Staffan Hellgren |            | Kyrkoherde i Österåkers pastorat.    |